# Sanusiruwari
Sanusiruwari – gaun wikas samiti w środkowej części Nepalu  w strefie Bagmati w dystrykcie Sindhupalchowk. Według nepalskiego spisu powszechnego z 2001 roku liczył on 719 gospodarstw domowych i 3825 mieszkańców (1954 kobiet i 1871 mężczyzn).